# Michał Marczak (reżyser)
Michał Marczak (ur. 11 sierpnia 1982 w Warszawie) – polski reżyser, scenarzysta, montażysta, operator i producent filmowy. 

## Życiorys
Studiował reżyserię w California Institute of the Arts w Los Angeles oraz filozofię na Uniwersytecie Warszawskim. Ukończył także studia na Uniwersytecie Artystycznym w Poznaniu oraz Mistrzowską Szkołę Reżyserii Filmowej Andrzeja Wajdy.
Jego film Fuck for Forest został uznany przez Polski Instytut Sztuki Filmowej za najczęściej wyświetlany polski dokument za granicą w 2013. Brytyjski magazyn „Dazed & Confused” wyróżnił Fuck for Forest jako jeden z 10. najbardziej innowacyjnych dokumentów. Został uhonorowany Nagrodą im. Andrzeja Munka w kategorii najlepszy debiut operatorski za zdjęcia do filmu Wszystkie nieprzespane noce.

## Filmografia
| Rok  | Tytuł                       | Reżyser | Scenarzysta | Producent |
| ---- | --------------------------- | ------- | ----------- | --------- |
| 2009 | Kobieta poszukiwana         | T       | T           |           |
| 2010 | Koniec Rosji                | T       | T           |           |
| 2012 | Fuck for Forest             | T       | T           |           |
| 2016 | Wszystkie nieprzespane noce | T       | T           | T         |

## Teledyski
| Rok  | Tytuł              | Artysta                       |
| ---- | ------------------ | ----------------------------- |
| 2016 | „Beautiful People” | Mark Pritchard ft. Thom Yorke |
| 2017 | „I Promise”        | Radiohead                     |